# Estación de Asamblea de Madrid-Entrevías
Estación de Asamblea de Madrid-Entrevías vasútállomás Spanyolországban, Madridban a Madrid–Barcelona-vasútvonalon. Része Madrid elővárosi vasúti közlekedésének, a Cercanías Madridnak.

## Kapcsolódó állomások
A vasútállomáshoz az alábbi állomások vannak a legközelebb:
- El Pozo (Alcalá de Henares, Línea C-7)
- Atocha-Cercanías (Línea C-2)
- El Pozo (Guadalajara, Línea C-2)
- El Pozo (Guadalajara, Línea C-8)
- Atocha-Cercanías (Estación de Cercedilla, Línea C-8)
- Atocha-Cercanías (Príncipe Pío, Línea C-7)